# Arahura dentata
Arahura dentata är en insektsart som beskrevs av Knight 1975. Arahura dentata ingår i släktet Arahura och familjen dvärgstritar. Inga underarter finns listade i Catalogue of Life.